# Wyverne
Pour les articles homonymes, voir Wyverne (homonymie).

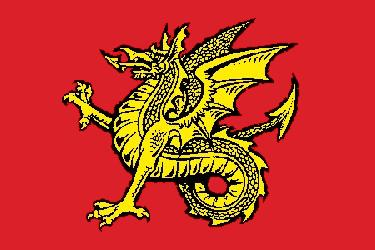
Vouivre héraldique sur le drapeau du Wessex, Angleterre.

La wyverne (orthographiée parfois wiverne) est une créature fantastique, apparentée aux dragons, apparaissant dans des jeux de rôle et dans des jeux vidéo et correspondant à la « vouivre », créature légendaire européenne traduite en anglais par wyvern. Pour l'essentiel, « vouivre » et wyvern se référent à la même créature avec des particularités régionales. Ainsi, les termes « wyverne » et « wiverne » ne sont que des calques linguistiques empruntés à l'anglais wyvern pour être utilisés dans la fiction de certains jeux.
La wiverne est également évoquée dans la fiction littéraire de type héroic-fantasy. Notamment par Fritz Leiber dans son célèbre cycle des épées où le narrateur y fait allusion dans l’histoire Des temps difficiles à Lankhmar du livre Epées et brumes.

## Étymologie
Le nom est issu de l'anglais wyvern, lui-même venant du moyen anglais wyvere, mot anglo-normand wivere, variante des dialectes d'oïl septentrionaux wivre « serpent », resté dans la forme vouivre, correspondant du français (central) guivre. Ce terme est issu du latin vipera influence par le germanique wipera, lui-même emprunt au latin.

## Description

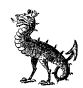
Une vouivre sans ailes.

Dans la fiction des jeux de rôle ou des jeux vidéo, la wyverne (ou wiverne) est, d'une manière générale, un grand reptile bipède marchant sur deux pattes postérieures mais ne possédant pas de pattes antérieures. Sa queue est empoisonnée et, le plus souvent, l'animal est décrit comme étant ailé. Elle se présente typiquement sous la forme d'une créature reptilienne, d'une dizaine de mètres de long, ressemblant à un dragon, mais à la différence du dragon, la wyverne est bipède, tout comme l'homme. Ses membres postérieurs sont incroyablement puissants, bien qu'elle préfère généralement parcourir son territoire à travers les airs. Chez les wyvernes ailées, les membres antérieurs se prolongent en forme d'ailes, semblables à celles d'une chauve-souris. Quelquefois, elle est dépourvue d'ailes, et n'a que deux pattes et une queue.
Elle possède un crâne allongé qui s'orne de deux cornes recourbées vers l'arrière, sa queue écailleuse est coiffée de piquants et au bout de celle-ci se trouve un énorme aiguillon de scorpion qu'elle utilise pour envenimer ses victimes.

## Comportement et habitat
Moins dangereuse qu'un dragon, elle ne possède pas d'attaques de souffle mais demeure toutefois une créature redoutable car agressive et vorace. Elle chasse à la manière des oiseaux de proie, volant en cercles pour repérer sa proie, avant de fondre sur elle et de l'emporter à tire d'aile pour la dévorer. Les wyvernes nichent principalement dans des cavernes ouvertes à flanc de montagne.

## Utilisation du nom
Le Ministère de l'Air britannique avait édicté en 1932 une directive suivant laquelle les purs avions de chasse (intercepteurs) devaient porter « des noms évoquant la vitesse, l'activité, l'agressivité », complétée en 1939 par une autre indiquant qu'il était souhaitable que les noms « reflètent la férocité ». Les avions de chasse britanniques portèrent ainsi des noms comme Hurricane (Ouragan),  Spitfire (littéralement « crache-feu »), Fury, Tempest, Vampire, etc. Dans ce contexte, la firme britannique Westland baptisa Wyvern (Vouivre) un avion de chasse embarqué utilisé dans les années 1950, qui assura la transition entre appareils à hélice et avions à réaction (étant équipé d'un très puissant turbopropulseur Armstrong-Siddeley baptisé Python). 
Le réseaux social Discord devait à l'origine s'appeler Wyvern avant que son nom soit changé pour celui que l'on connait aujourd'hui.

## Apparitions dans des jeux de rôle (liste non exhaustive)
Des wyvernes apparaissent dans les jeux suivants :
- Dans Donjons et Dragons, elles sont communes à plusieurs décors de campagne, dont celui des Royaumes oubliés. Elles sont toujours d'alignement neutre-mauvais.
- Dans différents scénarios de campagne de RuneQuest, et pas nécessairement dans le monde fictif de Glorantha, les wyvernes sont ailées et uniquement bipèdes.
- Dans Warhammer, le jeu de rôle fantastique.
- Dans Dragon Age (version de jeu de rôle sur table de Green Ronin Publishing, voir plus bas pour la version d'origine en support de jeu vidéo)

## Apparitions dans des jeux vidéo (liste non exhaustive)
Elles apparaissent aussi:
- Dans Fire Emblem, elles sont presque toujours chevauchées par un cavalier.
- Dans Terraria.
- Dans Hexen, il est possible de croiser une Wyverne faisant office de créature unique et de mini-boss. Elle garde l'accès à un des niveaux suivants.
- Dans Kingdom under fire.
- Dans les jeux vidéo de la franchise Warhammer.
- Dans Baldur's Gate et Baldur's Gate II: Shadows of Amn.
- Dans Warcraft, elle apparaît sous la forme d'une créature volante originaire du continent de Kalimdor. Elle a été représentée comme une manticore. L'animal est apprivoisé par les orcs de la horde[3]. Ils l'utilisent comme une monture d'éclaireur chevauchée par un guerrier armé de fourches empoisonnées. C'est une unité dans Warcraft 3 et la monture volante de base de la Horde dans World of Warcraft.
- Dans Magic Carpet. Cet adversaire est le plus puissant du jeu, et plus puissant que les dragons. Il combat en envoyant des boules de feu rapides.
- Dans The Witcher Enhanced Edition, on retrouve des wyverns dans les marais de Wyzima.
- Dans Final Fantasy XI, la wyvern est représentée comme un petit dragon qui accompagne le chevalier dragon.
- Dans Final Fantasy XII, la vouivre est l'objet d'une quête et se trouve dans la mer de Sable de Nam-Yensa. C'est aussi une créature récurrente dans le jeu, étant présente dans une partie des zones du monde.
- Dans Heroes of Might and Magic III, c'est un animal vivant dans les troncs des arbres des forêts pluvieuses et des mangroves.
- Dans Heroes of Might and Magic V elles sont magiquement créées à partir d'un lézard. Certaines d'entre elles peuvent être venimeuses.
- Dans Might and Magic: Heroes VII ce sont des vouivres des sables, sous forme de petits dragons au long cou, de couleur jaune-vert, et possédant la capacité de se régénérer après avoir été blessées. Elles peuvent évoluer sous la forme de vouivre venimeuse et peuvent empoisonner leurs adversaires. Une autre espèce qui vit dans les endroits souterrains, nommée vouivre de siège, est utilisée comme unité de siège par les Elfes noirs.
- Dans Inazuma Eleven 2, le Choc de la Vouivre est une Super-technique de tir de Kévin Dragonfly d'élément bois.
- Dans Monster Hunter, les wyvernes sont une catégorie de monstres à part entière (monstre phare du jeu ) dont les membres antérieurs ont évolué en ailes. Leurs formes et comportements sont très variés. L'univers de Monster Hunter distingue deux catégories de wyvernes : les wyvernes dites « classiques », aux ailes souvent larges, et les pseudo-wyvernes, dont les ailes sont sous-développées, mais certaines d'entre elles peuvent néanmoins voler. Il existe aussi des wyvernes aviaires, ressemblant à des oiseaux et des wyverns rapace ressemblant à des dromaéosaures, les wyvernes brutales, ressemblant à des dinosaures théropodes de type tyrannosaure pour la plupart.
- Dans The Elder Scrolls V: Skyrim, les dragons ressemblent à des wyvernes : ils n'ont que deux pattes à l'arrière et prennent appui sur la rotule de leurs ailes à l'avant.
- Dans Dragon Age, elles sont considérées comme les cousines des dragons.
- Dans Pokémon X et Y, un nouveau pokémon nommé Bruyverne fait son apparition, il est inspiré des vouivres et est de type vol/dragon.
- Dans Dark Souls III, appelée « Vouivre ancienne », elle est représentée sous la forme d'un dragon dépourvu d'avant-bras et constitue un boss.
- Dans Ni no kuni II : L'Avènement d'un nouveau royaume, appelées « vouivres » dans la version française, elles constituent une catégorie de monstres à part entière.
- Dans ARK:Survival Evolved, dans les DLC :
  - Dans ARK: Scorched Earth les dragons sont nommés Wyvernes et possèdent trois formes différentes de souffles: enflammé, électrifié et empoisonné.
  - Dans ARK: Arberration les dragons rocheux (rock Drake) ressemblent grandement à des wyvernes par leur morphologie, bien que ceux-ci ne volent pas mais planent et sont couverts de plumes. On peut les trouver dans les zones basses du jeu, ou dans des cavernes humides et radioactives. Ils représentent l'une des créatures les plus puissantes du jeu[réf. nécessaire].
  - Dans ARK : Crystal Isles sous forme de sous-espèces comme la wyverne tropicale, de sang et d'autres (testable dans le mode TT PVE PLAYER notamment)
- Dans le mod Minecraft Draconic Evolution il est possible de retrouver une armure et des armes de type Wyverne[4]
- Dans Sonic Frontiers, le boss du second monde est nommé Wyvern, et se présente sous la forme d'un dragon robotique et serpentiforme qui survole la zone de jeu de manière circulaire, sans discontinuer jusqu'à ce que Sonic ne l'affronte, puis le détruise.